# UDDI
UDDI(Universal Description, Discovery and Integration)とは、Webサービス用の検索システムのこと。Webサービス公開者はUDDIレジストリにWebサービスの情報（どういうサービスか、どこにあるのか、誰のものか、など）を登録し、Webサービス利用者はUDDIレジストリに対して検索をし目的に合致したWebサービスを探し出すという仕組み。
インターネット上で一般に公開するパブリックUDDIと、企業のイントラネット内などの閉じたネットワーク上で使用するプライベートUDDIに分類される。日本ではNTTコミュニケーションズがパブリックUDDIを運営していたが、2007年3月31日をもって閉鎖された。世界的にも公開サイト数は激減し、過去に存在したUDDIレジストリの殆どは、現在では廃止されている。
2001年ごろにWebサービスが大きな注目を集めはじめたときには、UDDIはその主な基盤技術のひとつとして紹介されることが多かった。しかし、Webサービスの普及率の低さや未知のWebサービスを発見して利用するという行為の必要性の低さから、実験目的以外に活用されることは殆ど無かった。

## パブリックUDDI
- NTTコミュニケーションズ UDDIレジストリ
- かつては米IBMも登録ページを開設していたが、現在はWebSphere Application Serverのバージョン6にレジストリ機能を包括したため、閉鎖された。